# Eliminatórias da Copa do Mundo FIFA de 2018 - América do Norte, Central e Caribe (segunda fase)
Esta página apresenta os resultados das partidas da segunda fase das eliminatórias norte, centro-americana e caribenha para a Copa do Mundo FIFA de 2018.

## Formato
As equipes classificadas entre 9 e 21 no ranking de seleções da FIFA de agosto de 2014, disputaram esta fase eliminatória em partidas de ida e volta. Os vencedores avançaram para a terceira fase.

## Sorteio
O sorteio para esta fase ocorreu em 15 de janeiro de 2015 em Miami Beach, Estados Unidos.
As 20 equipes foram divididas em quatro Potes. O Pote 3 contém as equipes ranqueadas entre as posições 16–18, o Pote 4 contém as equipes ranqueadas entre as posições 19–21, o Pote 5 contém as equipes ranqueadas entre as posições 9–15 e o Pote 5 contém os sete vencedores da primeira fase. Esta divisão foi baseada no Ranking da FIFA de agosto de 2014 (mostrado entre parênteses).
| Pote 3 | Pote 4 |
| --- | --- |
| 1. São Vicente e Granadinas (134) 2. Santa Lúcia (138) 3. Granada (142)                                                              | 1. Antígua e Barbuda (149) 2. Guiana (153) 3. Porto Rico (155)                                                                           |
| Pote 5 | Pote 6 |
| 1. Canadá (122) 2. Cuba (124) 3. Aruba (124) 4. República Dominicana (126) 5. El Salvador (127) 6. Suriname (131) 7. Guatemala (134) | 1. São Cristóvão e Neves (159) 2. Belize (162) 3. Dominica (168) 4. Barbados (169) 5. Bermudas (173) 6. Nicarágua (175) 7. Curaçau (182) |

Nota: Equipes do Pote 6 não foram definidos na época do sorteio.

## Partidas
| Time 1                   | Total    | Time 2      | 1º jogo | 2º jogo |
| ------------------------ | -------- | ----------- | ------- | ------- |
| São Vicente e Granadinas | 6–6 (gf) | Guiana      | 2–2     | 4–4     |
| Antígua e Barbuda        | 5–4      | Santa Lúcia | 1–3     | 4–1     |
| Porto Rico               | 1–2      | Granada     | 1–0     | 0–2     |
| Dominica                 | 0–6      | Canadá      | 0–2     | 0–4     |
| República Dominicana     | 1–5      | Belize      | 1–2     | 0–3     |
| Guatemala                | 1–0      | Bermudas    | 0–0     | 1–0     |
| Aruba                    | 3–2      | Barbados    | 0–2     | 3–0[a]  |
| São Cristóvão e Neves    | 3–6      | El Salvador | 2–2     | 1–4     |
| Curaçau                  | 1–1 (gf) | Cuba        | 0–0     | 1–1     |
| Nicarágua                | 4–1      | Suriname    | 1–0     | 3–1     |

| 10 de junho de 2015 | São Vicente e Granadinas | 2 – 2     | Guiana                     | Estádio Arnos Vale, Kingstown               |
| 15:30 (UTC−4)       | Stewart 51' · Slater 84' | Relatório | Beresford 27' · Shakes 77' | Público: 2 500 Árbitro: BAH Wilson da Costa |

| 14 de junho de 2015 | Guiana                                   | 4 – 4     | São Vicente e Granadinas                    | Estádio Providence, Providence              |
| 19:00 (UTC−4)       | Welshman 40', 77' · Danns 50' (pen), 87' | Relatório | Samuel 16' · Slater 41', 58' · Anderson 67' | Público: 5 000 Árbitro: JAM Valdin Legister |

6–6 no placar agregado. São Vicente e Granadinas avança a terceira fase pela regra do gol fora de casa.
| 10 de junho de 2015 | Antígua e Barbuda | 1 – 3     | Santa Lúcia                            | Estádio Sir Vivian Richards, North Sound |
| 19:00 (UTC−4)       | Harriette 21'     | Relatório | Paul 26' · Henry 61' · Greenidge 90+1' | Público: 1 800 Árbitro: SKN Kimbell Ward |

| 14 de junho de 2015 | Santa Lúcia         | 1 – 4     | Antígua e Barbuda                               | Estádio Sir Vivian Richards, North Sound (Antígua e Barbuda)[b] |
| 19:00 (UTC−4)       | Frederick 81' (pen) | Relatório | Parker 72', 90+3' · Harriette 85' · Tumwa 90+5' | Público: 700 Árbitro: CAN David Gantar                          |

Antígua e Barbuda venceu por 5–4 no placar agregado e avançou a terceira fase.
| 12 de junho de 2015 | Porto Rico  | 1 – 0     | Granada | Estádio Juan Ramón Loubriel, Bayamón         |
| 20:00 (UTC−4)       | Bozkurt 16' | Relatório |         | Público: 6 890 Árbitro: BLZ Christopher Reid |

| 16 de junho de 2015 | Granada                   | 2 – 0     | Porto Rico | Queens Park, Saint George's               |
| 15:30 (UTC−4)       | Morales 34' · Charles 80' | Relatório |            | Público: 5 000 Árbitro: BRB Adrian Skeete |

Granada venceu por 2–1 no placar agregado e avançou a terceira fase.
| 11 de junho de 2015 | Dominica | 0 – 2     | Canadá                       | Windsor Park, Roseau                      |
| 19:00 (UTC−4)       |          | Relatório | Larin 5' · Teibert 64' (pen) | Público: 5 084 Árbitro: CRC Jeffrey Solis |

| 16 de junho de 2015 | Canadá                                      | 4 – 0     | Dominica | BMO Field, Toronto                        |
| 19:37 (UTC−4)       | Akindele 4' · Larin 41' · Ricketts 52', 78' | Relatório |          | Público: 9 749 Árbitro: TCA Gianni Ascani |

Canadá venceu por 6–0 no placar agregado e avançou a terceira fase.
| 11 de junho de 2015 | República Dominicana | 1 – 2     | Belize            | Estadio Olímpico Félix Sánchez, Santo Domingo |
| 16:00 (UTC−4)       | Lombardi 71'         | Relatório | McCaulay 13', 88' | Público: 1 500 Árbitro: GUA Mario Escobar     |

| 14 de junho de 2015 | Belize                                 | 3 – 0     | República Dominicana | Estádio FFB, Belmopan                     |
| 16:00 (UTC−6)       | Róchez 17' · Kuylen 38' · McCaulay 77' | Relatório |                      | Público: 1 634 Árbitro: GUY Sherwin Moore |

Belize venceu por 5–1 no placar agregado e avançou a terceira fase.
| 12 de junho de 2015 | Guatemala | 0 – 0     | Bermudas | Estádio Mateo Flores, Cidade da Guatemala  |
| 20:06 (UTC−6)       |           | Relatório |          | Público: 5 279 Árbitro: CUB Yadel Martínez |

| 15 de junho de 2015 | Bermudas | 0 – 1     | Guatemala    | Estádio Nacional, Devonshire                     |
| 19:30 (UTC−3)       |          | Relatório | Cincotta 27' | Público: 3 747 Árbitro: MEX Luis Enrique Aguirre |

Guatemala venceu por 1–0 no placar agregado e avançou a terceira fase.
| 10 de junho de 2015 | Aruba | 0 – 2     | Barbados       | Estádio Trinidad, Oranjestad                |
| 20:00 (UTC−4)       |       | Relatório | Boyce 17', 29' | Público: 2 700 Árbitro: USA Edvin Jurisevic |

| 14 de junho de 2015 | Barbados     | 0 – 3[a]  | Aruba | Complexo Esportivo Usain Bolt, Bridgetown |
| 19:30 (UTC−4)       | Holligan 79' | Relatório |       | Público: 2 300 Árbitro: SLV Marlon Mejía  |

Aruba venceu por 3–2 no placar agregado e avançou a terceira fase.
| 11 de junho de 2015 | São Cristóvão e Neves     | 2 – 2     | El Salvador               | Warner Park, Basseterre                      |
| 20:06 (UTC−4)       | Mitchum 68' · Sawyers 71' | Relatório | Herrera 41' · Bonilla 87' | Público: 3 100 Árbitro: CAN Mathieu Bourdeau |

| 16 de junho de 2015 | El Salvador                                     | 4 – 1     | São Cristóvão e Neves | Estádio Cuscatlán, San Salvador          |
| 19:00 (UTC−6)       | Cerén 3' · Bonilla 52', 80' · Alvarez 62' (pen) | Relatório | Harris 69'            | Público: 9 830 Árbitro: NCA Óscar Davila |

El Salvador venceu por 6–3 no placar agregado e avançou a terceira fase.
| 10 de junho de 2015 | Curaçau | 0 – 0     | Cuba | Estádio Ergilio Hato, Willemstad           |
| 20:00 (UTC−4)       |         | Relatório |      | Público: 10 000 Árbitro: HON Óscar Moncada |

| 14 de junho de 2015 | Cuba       | 1 – 1     | Curaçau      | Estádio Pedro Marrero, Havana            |
| 16:00 (UTC−4)       | Márquez 5' | Relatório | Merencia 16' | Público: 2 500 Árbitro: PAN Jafeth Perea |

1–1 no placar agregado. Curaçao avançou a terceira fase pela regra do gol fora de casa.
| 7 de junho de 2015 | Nicarágua     | 1 – 0     | Suriname | Estádio Nacional Dennis Martínez, Manágua |
| 18:00 (UTC−6)      | Chavarría 44' | Relatório |          | Público: 8 010 Árbitro: PUR Javier Santos |

| 16 de junho de 2015 | Suriname | 1 – 3     | Nicarágua                                 | André Kamperveen Stadion, Paramaribo    |
| 16:30 (UTC−3)       | Fer 3'   | Relatório | Leguías 27' · Rosas 51' · Chavarría 90+3' | Público: 3 500 Árbitro: LCA Leon Clarke |

Nicarágua venceu por 4–1 no placar agregado e avançou a terceira fase.